# ریوسی ایتو
ریوسی ایتو (ژاپنی: 伊東 稜晟؛ زادهٔ ۲۶ آوریل ۲۰۰۱) یک بازیکن فوتبال اهل ژاپن است.
از باشگاه‌هایی که در آن بازی کرده‌است می‌توان به باشگاه فوتبال رینوفا یاماگوچی اشاره کرد.